# Стариково (Камешковский район)
Стариково — опустевшая деревня в Камешковском районе Владимирской области России, входит в состав Второвского сельского поселения.

## География
Деревня расположена в 13 км на юго-запад от центра поселения села Второво и в 25 км на юго-запад от Камешково.

## История
В конце XIX — начале XX века деревня входила в состав Давыдовской волости Владимирского уезда, с 1926 года — в составе Боголюбовской волости. В 1859 году в деревне числилось 23 двора, в 1926 году — 30 дворов.
С 1929 года деревня входила в состав Хохловского сельсовета Владимирского района, с 1940 года — в составе Давыдовского сельсовета Камешковского района, с 2005 года — в составе муниципального образования Второвское.
Согласно Плану социально-экономического развития муниципального образования Второвское до 2020 года в опустевшей деревне планируется коттеджное строительство с объектами соцкультбыта; выделено под ИЖС 14,7 га.

## Население
| 1859 | 1926 | 2002 | 2010 | 2021 |
| ---- | ---- | ---- | ---- | ---- |
| 140  | ↗149 | ↘0   | →0   | →0   |